# Synodontis afrofischeri
Synodontis afrofischeri é uma espécie de peixe da família Mochokidae. 
Pode ser encontrada nos seguintes países: Burundi, Quénia, Tanzânia e Uganda.
Os seus habitats naturais são: rios e lagos de água doce. 